# Rattle and Hum
Rattle and Hum (с англ. — «Треск и шум») — шестой студийный альбом ирландской рок-группы U2, выпущенный в 1988 году, и одновременно являющийся звуковой дорожкой к одноимённому документальному кинофильму режиссёра Фила Джоану. Записывая этот диск, группа углубила свои интерес к американской народной музыке, проявившийся в её предыдущей пластинке — The Joshua Tree. В музыкальном плане, помимо характерного для U2 звучания, альбом содержит элементы блюз-рока, фолк-рока и музыки в стиле госпел. Бо́льшая часть кинофильма была отснята в Соединённых Штатах в конце 1987 года во время турне The Joshua Tree Tour, он демонстрирует накопленный опыт коллектива в области американской музыки.
Хотя Rattle and Hum преподносился как своеобразная музыкальная дань рок-легендам, некоторые критики обвинили U2 в попытке поставить себя в один ряд с прославленными музыкантами. Несмотря на то, что альбом (как и фильм) получил смешанные отзывы от специализированных СМИ: некоторые называли его «будоражащим», другие — «заблуждающим и напыщенным», он имел хорошие финансовые показатели (было продано более 14 миллионов копий) и был успешен в чартах — заняв верхние строчки в ряде стран. Ведущий сингл пластинки, «Desire», стал первой песней коллектива возглавившей национальный чарт Великобритании, а также добрался до 3-го места в хит-параде США. Кроме того, он был отмечен премией «Грэмми» за «Лучшее вокальное рок-исполнение дуэтом или группой». Столкнувшись с творческой стагнацией и крайне прохладной реакцией прессы на этот альбом, U2 переосмыслил себя в 1990-х при помощи новых музыкальных направлений и смену сценического имиджа.
Название альбома отсылает к тексту песни «Bullet the Blue Sky».

## Предыстория
В тот период я был очень увлечен идеей расширить границы группы, размышлял, каким грандиозным мог бы получиться такой проект. Я всегда восхищался Полковником Паркером и Брайаном Эпстайном за их ви́дение, что музыка может захватить воображение целого мира.
Во время пребывания U2 в Хартфорде в рамках турне The Joshua Tree Tour музыканты встретились с режиссёром Филом Джоану, который сам инициировал разговор и предложил группе проект полнометражного документального фильма об их турне. Джоану посоветовал ирландцам пригласить постановщиком предстоящей ленты одного из трёх режиссёров: Мартина Скорсезе, Джонатана Демме или Джорджа Миллера. Позднее он встретился с музыкантами ещё дважды — в Ирландии и во Франции — чтобы обсудить детали будущего проекта. Тем не менее ближе к осени U2 решили посадить в режиссёрское кресло самого Джоану. Первоначально фильм должен был называться «U2 в двух Америках» (англ. U2 in the Americas), группа планировала провести съёмки в Чикаго и Буэнос-Айресе в конце того же года. Однако впоследствии от Чикаго было решено отказаться — концертная площадка не подходила по техническим параметрах, и съёмочная группа переместилась в Денвер (Макниколс Спортс-арена). После успеха предыдущего фильма-концерта U2 — Live at Red Rocks: Under a Blood Red Sky, снятого в Денвере четырьмя годами ранее, группа надеялась «войти в одну и ту же реку дважды» (в оригинале — «We thought lightning might strike twice»). Из-за проблем с продакшеном и больших финансовых затрат — в размере 1,2 млн долларов — группа решила отказаться от выступлений в Южной Америке. По совету концертного промоутера Барри Фэя музыканты вместо этого зарезервировали стадион Sun Devil Stadium в Аризоне.
Лента представляет собой т. н. «рокументари» — документальный фильм о рок-музыке, который первоначально был профинансирован самой группой и предназначен для ограниченного проката в небольшом количестве кинотеатров в виде независимой кинокартины. Однако после пересмотра бюджета фильм был выкуплен компанией Paramount Pictures и выпущен в кинотеатрах в 1988 году, годом позже последовало издание на VHS. Лента была спродюсирована Майклом Хэмлином и режиссёром Филом Джоану. Пол Вассерман исполнял обязанности публициста. Помимо концертных съёмок фильм включает кадры, снятые в студии, и интервью с группой. Альбом представляет собой смесь из концертного материала и новых песен, его звучание отражает экспериментирование группы с американскими музыкальными стилями музыки и содержит многие из традиционных американских жанров. Лонгплей был спродюсирован Джимми Айовином и выпущен в 1988 году.
Название пластинки, Rattle and Hum, было позаимствовано из текста композиции «Bullet the Blue Sky» — четвёртого трека альбома The Joshua Tree. На изображении, фигурирующем на обложке лонгплея и постере фильма, сфотографирован Боно, который направляет на Эджа луч света из прожектора, пока тот играет соло на гитаре. Этот мотив был вдохновлён сценой во время концертного исполнения композиции «Bullet the Blue Sky» — запись которого фигурирует в альбоме и в фильме — однако для этого кадра она была воссоздана в студии и снята фотографом Антоном Корбейном. На нескольких экземплярах винилового издания на первой стороне грампластинки имеется надпись «We Love You A.L.K.» — это ссылка на менеджера группы, Энн Луиз Келли, которая стала предметом ещё одного секретного сообщения на нескольких компакт-дисках девятого альбома коллектива, Pop.

## Запись
Альбом открывается живым исполнением кавера на «Helter Skelter» группы The Beatles. Его включение должно было передать атмосферу хаоса, сопровождавшего тур The Joshua Tree Tour, и внезапно обрушившуюся на U2 славу. Перед началом песни Боно заявляет: «Эту песню Чарльз Мэнсон украл у The Beatles … А мы крадём её обратно».
По словам Боно, композиция «Hawkmoon 269» отчасти является данью американскому писателю Сэму Шепарду, автору книги Hawk Moon. Также вокалист заявил, что группа микшировала эту песню около 269 раз (намёк на число в названии). В течение многих лет его слова расценивали как шутку, однако в автобиографической книге U2 by U2 (2005) Эдж подтвердил, что на микширование песни ушло около трёх недель. Он также опроверг утверждение Боно о Шепарде, заявив, что Hawkmoon — это место близ города Рапид-Сити, штат Южная Дакота, на Среднем Западе США.
Лонгплей включает концертную версию песни Боба Дилана «All Along the Watchtower», её можно рассматривать как обоюдный трибьют творчеству Дилана и Джими Хендрикса, который популяризовал песню в своём собственном исполнении. Помимо кавер-версий, несколько песен были написаны под влиянием других исполнителей. «Angel of Harlem» — динамичный трек, мелодия которого базируется на духовых инструментах — своеобразная дань музыке Билли Холидей. Ярко выраженная басовая линия композиции «God Part II» представляет собой вариацию будущего звучания группы — пластинки Achtung Baby, и является своего рода продолжением песни Джона Леннона «God», его персональной денонсации всех — от Элвиса Пресли до Иисуса Христа. В свою очередь, первый сингл альбома — «Desire», выстроен на ритмичном бите в стиле Бо Диддли.
Во время турне в поддержку предыдущей пластинки, в середине ноября 1987 года, Боно и Боб Дилан встретились в Лос-Анджелесе; вместе они написали песню под названием «Prisoner of Love», позже она получила название «Love Rescue Me». Дилан записал вокал для оригинальной версии, Боно охарактеризовал её эпитетом «удивительная», однако некоторое время спустя Дилан попросил U2 не исполнять эту песню, ссылаясь на обязательства перед своим коллегами из The Traveling Wilburys. Концертное исполнение «I Still Haven’t Found What I’m Looking For» (композиция была записана с церковным хором) являлось прямой отсылкой к коренному американскому жанру — госпел. Ещё одна новая композиция этого альбома — «When Love Comes to Town», — была записана в стиле блюз-рок вместе с Би Би Кингом, который сыграл на гитаре и исполнил вокал для этой песни.
По словам Боно, композиция «Silver and Gold» была гневной тирадой в отношении апартеида. Инструментальный отрывок «The Star Spangled Banner» был своего рода оммажем знаменитому выступлению Джими Хендрикса на фестивале Вудсток. Шум толпы был создан искусственно — это семпл из нескольких песен британской группы The KLF (альбом The White Room).
U2 записали «Angel of Harlem», «Love Rescue Me» и «When Love Comes to Town» на студии Sun Studio в Мемфисе, штат Теннесси, в которой до этого работали такие исполнители, как Элвис Пресли, Рой Орбисон, Джонни Кэш и многие другие американские звёзды. Также они записали кавер-версию песни «Jesus Christ» Вуди Гатри, которая в итоге не попала на эту пластинку, однако позже была издана на сборнике Folkways: A Vision Shared. Кроме того, Боно и Эдж написали песню «She’s a Mystery to Me» для Роя Орбисона, она была издана на его последнем альбоме — Mystery Girl. Музыканты начали сочинять композицию «Heartland» в 1984 году во время сессий пластинки The Unforgettable Fire, позже работа возобновилась в период записи The Joshua Tree, однако процесс был закончен лишь в этом альбоме. Все студийные треки, за исключением «Heartland», были исполнены на концертах турне Lovetown Tour, которое стартовало спустя год после издания альбома.

## Концертные исполнения

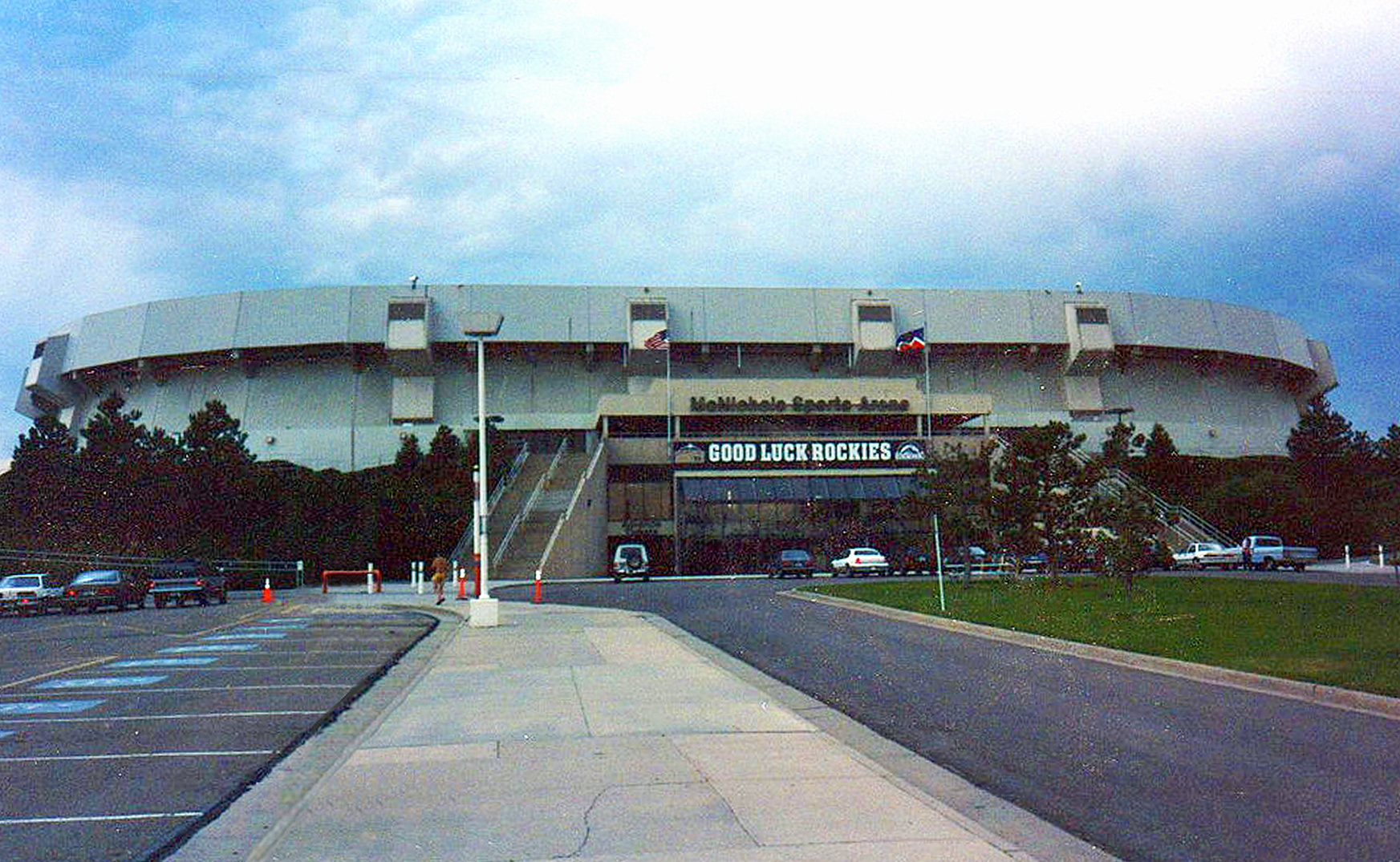
В фильме фигурирует стадион McNichols Sports Arena, музыканты выступали там два вечера подряд (7 и 8 ноября 1987 года)

Группа решила снимать фильм на черно-белую плёнку в течение двух вечеров — 7 и 8 ноября 1987 года — на спортивной арене Денвера Макниколс Спортс-арена. Музыканты выбрали этот город в связи с успехом их предыдущего концертного фильма U2 Live at Red Rocks: Under a Blood Red Sky, который был снят в амфитеатре Ред-Рокс недалеко от Денвера в 1983 году; «Мы считали, что можно войти в одну и ту же реку дважды» — комментировал мотивацию группы Эдж. Первый концерт не принёс нужного результата: Боно тщетно пытался найти точки соприкосновения с операторами, чтобы они смогли в нужном ключе передать его навыки взаимодействия с публикой. Второе шоу было гораздо более успешным: семь песен, записанных во время этого выступления, были использованы в фильме, и три — в альбоме.
За несколько часов до второго выступления в Денвере в североирландском городе Эннискиллен во время церемонии Дня памяти павших произошёл теракт — члены группировки ИРА взорвали бомбу, в результате чего погибло одиннадцать человек (см. Теракт на День поминовения). Во время исполнения песни «Sunday Bloody Sunday» (позже эта запись вошла в фильм) Боно осудил насилие, произнеся эмоциональную речь в середине песни, при этом он несколько раз прокричал «Нахер революцию!» (англ. «Fuck the revolution!»). По словам музыкантов, его спич получился столь экспрессивным, что они не были до конца уверены стоит ли использовать эту песню в фильме. Тем не менее запись всё-таки вошла в фильм, но после его просмотра группа решила больше не играть эту песню в будущих турне.
Открытый концерт в Темпе, штат Аризона был снят на цветную плёнку во время двух вечеров — 19 и 20 декабря 1987 года. Билеты стоимостью $ 5,00 каждый были распроданы за несколько дней — на оба концерта. Список песен обоих шоу существенно отличался, вдобавок к этому музыканты решили исполнить несколько нераспространённых композиций, в том числе «Out of Control», «Christmas (Baby Please Come Home)», «One Tree Hill» и «Mothers of the Disappeared». Во время исполнения последней все четыре участника играли на передней части сцены, каждого из них освещал отдельный прожектор.
Альбом содержит живую версию песни Боба Дилана «All Along the Watchtower». Выступление взято с импровизированного концерта 11 ноября 1987 года на Justin Herman Plaza в Сан-Франциско, шутливо прозванного «Save the Yuppies» («Спасите яппи», что было намёком на обвал фондового рынка США за три дня до шоу). В фильме оно использовано вперемешку с кадрами исполнения песни «Pride (In the Name of Love)» из того же концерта, во время которого Боно нарисовал граффити «Rock and Roll Stops the Traffic» (англ. «Рок-н-ролл останавливает движение») на фонтане Вэйланкоурт. Мэр города, Дайан Файнштейн, который вёл кампанию против граффити — впоследствии в течение года Боно был процитирован вандалами более трёхсот раз — пришёл в бешенство и раскритиковал музыканта за порчу одной из достопримечательностей Сан-Франциско. Этот поступок вызвал противоречие среди жителей города — некоторые остались довольны этой акцией, кто-то был резко против — в итоге группа заплатила за устранение ущерба и публично извинилась за инцидент. 18 лет спустя эта фраза снова появилась в клипе на песню «All Because of You», а также во время концерта группы на крыше студии BBC Radio в Лэнгхэм-Плейс (февраль 2009 года).
Деннис Белл, руководитель нью-йоркского хора The New Voices of Freedom, записал демоверсию песни «I Still Haven’t Found What I’m Looking For» в стиле госпел. В конце июля, во время гастролей U2 в Глазго, Роб Партридж из Island Records продемонстрировал эту запись группе. Музыканты остались под большим впечатлением и в сентябре они организовали совместную репетицию с хором Белла в Гарлемской церкви, несколько дней спустя они исполнили эту песню совместно на концерте в «Мэдисон Сквер Гарден». Видеозапись этой репетиции фигурирует в фильме; в свою очередь, концертное исполнение в Мэдисон Сквер Гарден было издано в альбоме. После репетиции в церкви U2 гуляли по Гарлему, во время прогулки они натолкнулись на блюзовый дуэт Satan and Adam, играющих на улице. 40-секундная отрывок, во время которого они исполняют свою песню «Freedom for My People», позже был выпущен в альбоме и в фильме.
Альтернативный концертный материал, отснятый для фильма в других городах по ходу турне (но в итоге не попавший в финальную версию ленты), включает следующие выступления:
- Фоксборо, штат Массачусетс, «Фоксборо Стэдиум», 22 сентября 1987
- Филадельфия, штат Пенсильвания, JFK Stadium[англ.], 25 сентября 1987
- Нью-Йорк, штат Нью-Йорк, «Мэдисон Сквер Гарден», 28 сентября 1987
- Лонг-Айленд, Нью-Йорк, репетиции на пляже, 19 октября 1987
- Бостон, штат Массачусетс, «Бостон-гарден», 18 сентября 1987 (цветные съёмки)

## Отзывы критиков
| Оценки критиков               | Оценки критиков |
| Источник                      | Оценка          |
| ----------------------------- | --------------- |
| AllMusic                      | [ 26 ]          |
| Chicago Sun-Times             | [ 27 ]          |
| Chicago Tribune               | [ 28 ]          |
| Encyclopedia of Popular Music | [ 29 ]          |
| Entertainment Weekly          | B               |
| The Great Rock Discography    | 8/10            |
| Los Angeles Times             | [ 32 ]          |
| MusicHound                    | 4/5             |
| NME                           | 8/10            |
| Rolling Stone                 | [ 34 ]          |
| The Rolling Stone Album Guide | [ 35 ]          |
| Spin Alternative Record Guide | 5/10            |
| The Village Voice             | B+              |

Альбом получил смешанные отзывы от музыкальных критиков. По мнению многих рецензентов, U2 предприняли расчётливую и претенциозную попытку «нажиться на лаврах рок-н-ролла». Энтони Декёртис из Rolling Stone назвал альбом «фальшивым» из-за его «искусственной спонтанности», которая демонстрирует «сильные стороны U2, но уделяет слишком мало внимания ви́дению группы». Обозреватель газеты The New York Times Джон Парелес был настроен ещё более критично — он посчитал каждую песню выверено эгоцентричной и «вызывающей чувство неловкости», в то время как Том Карсон из The Village Voice писал в своей статье, что группа пострадала от глубокого невежества, их идеи получились ужасными — «практически по всем стандартам фаната рок-н-ролла». Критик The Village Voice Роберт Кристгау принял запись более позитивно, охарактеризовав её «грандиозной, но недооценённой». В своей колонке он похвалил бо́льшую часть нового материала, а также концертные версии старых песен U2, последние он назвал ожидаемо пафосными, но также и инновационным для их уникального рок-стиля, который «объединил американу с риффами Старого Света». В восторженном отзыве для Los Angeles Times Роберт Хилбёрн назвал Rattle and Hum «по большей части прекрасным альбомом», во многом сопоставимым с The Joshua Tree; автор статьи похвалил U2 за «идеализм и мастерство в его лучших моментах», в то время как рецензент Hot Press Билл Грэм сказал, что несмотря ни на что, это «самая амбициозная запись U2». Обозреватель журнала NME Стюарт Бейли присудил альбому 8 баллов из 10. Однако главный редактор издания, Алан Льюис, решил напечатать гораздо более негативную рецензию от Марка Синкера, который снизил оценку диска до 4-х баллов, назвав его «худшим альбомом знаменитой группы за долгие годы». Решение Льюиса было обусловлено предположением, что критика группы значительно повысит тираж журнала.
В конце 1988 года Rattle and Hum занял 21-е место в ежегодном опросе Pazz & Jop газеты The Village Voice. Также лонгплей отметился в ещё нескольких аналогичных рейтингах: он занял первое место в опросе бельгийского журнала HUMO, второе — по версии изданий Los Angeles Times и Hot Press, а также 17-е — в рейтинге журнала OOR, 23-е у NME и 47-е по мнению издания Sounds.
По данным портала Rotten Tomatoes, рейтинг одноимённого фильма составляет 67 %. Кинокритик Роджер Эберт подверг фильм резкой критике, он сетовал, что материал получился монотонным и имел мало драйва, к тому же и зрители также внесли мало пользы. Его коллега Джин Сискел принял ленту более позитивно, похвалив музыку и особо отметив кадры с участием Гарлемского хора, назвав их «пробирающими до мурашек». В свою очередь, сам Фил Джоану охарактеризовал фильм эпитетом «претенциозный».

Гитарист группы Эдж так описал провал идеи альбома: 
Rattle and Hum был задуман как фотоальбом, как сувенир из определённого периода времени — гастролей в поддержку The Joshua Tree. Однако концепция фильма была изменена — малобюджетная лента превратилась в крупный голливудский продукт. В связи с этим изменилось отношение и к самому альбому — к тому же негативно сказались массированный PR и реклама в СМИ — и люди начали принимать его „в штыки“.
Несмотря на негативные отзывы, Rattle and Hum имел хорошие показатели продаж, продолжая расцветающий коммерческий успех группы U2. Альбом занял первую позицию чарта Billboard 200 и оставался на вершине в течение шести недель; это был первый двойной альбом, сумевший покорить американский хит-парад впервые с 1980 года, когда подобного успеха добилась пластинка Брюса Спрингстина The River. Также Rattle and Hum стал лидером в чартах Великобритании и Австралии. В Великобритании было продано более 360 000 альбомов в первую неделю, что делает его самым продаваемой записью на тот момент (он удерживал этот рекорд на протяжении девяти лет — до выпуска пластинки Be Here Now группы Oasis). В 1989 году, во время турне по Австралии (группа гастролировала с Би Би Кингом и работать над материалом для следующей пластинки — Achtung Baby), в интервью Rolling Stones Боно заявил: «создание фильмов — это нонсенс рок-н-ролла», — что было расценено как практически извинения за фильм. «Главная причина почему мы сейчас здесь — это показать людям шоу», — подытожил музыкант По состоянию на 2019 год продажи альбома превышают 14 миллионов копий.

## Список композиций
Все тексты написаны Боно, вся музыка написана U2, за исключением отмеченных.
| №                   | Название | Автор(ы)                                             | Исполнитель                                           | Длительность |
| ------------------- | --- | ---------------------------------------------------- | ----------------------------------------------------- | ------------ |
| 1.                  | «Helter Skelter» (концертная версия, записана во время шоу в Денвере)                                                     | Леннон — Маккартни (музыка и текст)                  | U2                                                    | 3:07         |
| 2.                  | «Van Diemen’s Land» | Эдж (текст)                                          | U2                                                    | 3:06         |
| 3.                  | «Desire» |                                                      | U2                                                    | 2:58         |
| 4.                  | «Hawkmoon 269» |                                                      | U2                                                    | 6:22         |
| 5.                  | «All Along the Watchtower» (концертная версия, записана во время шоу «Save the Yuppie Free Concert», Сан-Франциско)       | Боб Дилан (музыка и текст)                           | U2                                                    | 4:24         |
| 6.                  | «I Still Haven’t Found What I’m Looking For» (концертная версия, записана во время шоу в Madison Square Garden, Нью-Йорк) |                                                      | U2 в сотрудничестве с хором The New Voices of Freedom | 5:53         |
| 7.                  | «Freedom for My People»                                                                                                   | Стерлинг Меги (текст и музыка); Адам Гассоу (музыка) | дуэт Satan and Adam                                   | 0:38         |
| 8.                  | «Silver and Gold» (концертная версия, записана во время шоу в Денвере)                                                    |                                                      | U2                                                    | 5:50         |
| 9.                  | «Pride (In the Name of Love)» (концертная версия, записана во время шоу в Денвере)                                        |                                                      | U2                                                    | 4:27         |
| 10.                 | «Angel of Harlem» |                                                      | U2                                                    | 3:49         |
| 11.                 | «Love Rescue Me» | Боно и Боб Дилан (текст)                             | U2 в сотрудничестве с Бобом Диланом                   | 6:24         |
| 12.                 | «When Love Comes to Town»                                                                                                 |                                                      | U2 в сотрудничестве с Би Би Кингом                    | 4:14         |
| 13.                 | «Heartland» |                                                      | U2                                                    | 5:02         |
| 14.                 | «God Part II» |                                                      | U2                                                    | 3:15         |
| 15.                 | «The Star Spangled Banner» (концертная версия)                                                                            | Джон Стаффорд Смит (музыка)                          | Джими Хендрикс                                        | 0:43         |
| 16.                 | «Bullet the Blue Sky» (концертная версия, записана во время шоу в Sun Devil Stadium, Темпе)                               |                                                      | U2                                                    | 5:37         |
| 17.                 | «All I Want Is You» |                                                      | U2                                                    | 6:30         |
| Общая длительность: | Общая длительность: | Общая длительность:                                  | Общая длительность:                                   | 72:27        |

## Хит-парады
| Чарт (1988)    | Высшая позиция | Сертификация  | Продажи    |
| -------------- | -------------- | ------------- | ---------- |
| Австралия      | 1              |               |            |
| Австрия        | 1              |               |            |
| Бразилия       |                | Золотой       | 100,000+   |
| Великобритания | 1              | 4× Платиновый | 1,200,000+ |
| Германия       | 1              | Платиновый    |            |
| Канада         |                | 7× Платиновый | 700,000+   |
| Нидерланды     | 1              | Платиновый    |            |
| США            | 1              | 5× Платиновый | 5,000,000+ |
| Финляндия      |                | Золотой       | 28,632     |
| Франция        | 8              | Золотой       |            |
| Швейцария      | 1              | 2× Платиновый |            |

| Хит-парад (1989)       | Позиция |
| ---------------------- | ------- |
| Европа (Music & Media) | 32      |

| Год                                                          | Сингл                     | Высшая позиция | Высшая позиция | Высшая позиция | Высшая позиция | Высшая позиция | Высшая позиция | Высшая позиция |
| Год                                                          | Сингл                     | AUS            | CAN            | IRE            | NZ             | UK             | US Hot 100     | US Main Rock   |
| ------------------------------------------------------------ | ------------------------- | -------------- | -------------- | -------------- | -------------- | -------------- | -------------- | -------------- |
| 1988                                                         | «Desire»                  | 1              | 19             | 1              | 1              | 1              | 3              | 1              |
| 1988                                                         | «Angel of Harlem»         | 18             | —              | 3              | 1              | 9              | 14             | 1              |
| 1988                                                         | «God Part II»             | —              | —              | —              | —              | —              | —              | 8              |
| 1989                                                         | «When Love Comes to Town» | 23             | 41             | 1              | 4              | 6              | 68             | 2              |
| 1989                                                         | «All I Want Is You»       | 2              | 67             | 1              | 2              | 4              | 83             | 13             |
| «—» обозначает, что альбом не попал в хит-парад этой страны. |                           |                |                |                |                |                |                |                |

## Документальный фильм
| №   | Название                                                                     | Автор(ы)                                                               | Исполнитель                                    | Длительность |
| --- | ---------------------------------------------------------------------------- | ---------------------------------------------------------------------- | ---------------------------------------------- | ------------ |
| 1.  | «Helter Skelter» (концертная версия)                                         | Леннон/Маккартни                                                       | U2                                             |              |
| 2.  | «Van Diemen's Land»                                                          | Эдж                                                                    | U2                                             |              |
| 3.  | «Desire» (демоверсия)                                                        | U2                                                                     | U2                                             |              |
| 4.  | «Exit»/«Gloria» (концертная версия)                                          | U2 («Exit»), Ван Моррисон («Gloria»)                                   | U2                                             |              |
| 5.  | «I Still Haven’t Found What I’m Looking For» (репетиции)                     | U2                                                                     | U2 совместно с хором The New Voices of Freedom |              |
| 6.  | «Freedom for My People»                                                      | Адам Гассоу и Стерлинг Меги                                            | Стерлинг Меги и Адам Гассоу                    |              |
| 7.  | «Silver and Gold» (концертная версия)                                        | Боно                                                                   | U2                                             |              |
| 8.  | «Angel of Harlem» (демоверсия)                                               | U2                                                                     | U2                                             |              |
| 9.  | «All Along the Watchtower» (концертная версия)                               | Боб Дилан                                                              | U2                                             |              |
| 10. | «In God’s Country» (концертная версия)                                       | U2                                                                     | U2                                             |              |
| 11. | «When Love Comes to Town» (репетиции, концертная версия, сольное исполнение) | Боно                                                                   | U2 совместно с Би Би Кингом                    |              |
| 12. | «Heartland»                                                                  | U2                                                                     | U2                                             |              |
| 13. | «Bad»/«Ruby Tuesday»/«Sympathy for the Devil» (концертная версия)            | U2 («Bad»), Джаггер/Ричардс («Ruby Tuesday», «Sympathy for the Devil») | U2                                             |              |
| 14. | «Where the Streets Have No Name» (концертная версия)                         | U2                                                                     | U2                                             |              |
| 15. | «MLK» (концертная версия)                                                    | U2                                                                     | U2                                             |              |
| 16. | «With or Without You» (концертная версия)                                    | U2                                                                     | U2                                             |              |
| 17. | «The Star Spangled Banner» (отрывок)                                         | Джон Стаффорд Смит                                                     | Джими Хендрикс                                 |              |
| 18. | «Bullet the Blue Sky» (концертная версия)                                    | U2                                                                     | U2                                             |              |
| 19. | «Running to Stand Still» (концертная версия)                                 | Bono                                                                   | U2                                             |              |
| 20. | «Sunday Bloody Sunday» (концертная версия)                                   | U2                                                                     | U2                                             |              |
| 21. | «Pride (In the Name of Love)» (концертная версия)                            | U2                                                                     | U2                                             |              |
| 22. | «All I Want Is You» (звучит во время титров)                                 | U2                                                                     | U2                                             |              |

## В записи участвовали
| Оценки критиков | Оценки критиков |
| Источник        | Оценка          |
| --------------- | --------------- |
| AllMovie        | [ 68 ]          |
| Smash Hits      | без оценки      |

U2
- Боно — гитара, губная гармоника, вокал;
- Эдж — гитара, клавишные, вокал;
- Адам Клейтон — бас-гитара;
- Ларри Маллен-мл. — ударные;

Приглашённые музыканты
- Боб Дилан — орган (4), вокал (11);
- Би Би Кинг — гитара, вокал (12);
- Брайан Ино — клавишные (13);
- Стерлинг Меги — гитара, перкуссия, вокал (7);
- Адам Гассоу — губная гармоника (7);
- Джоуи Мискалин — орган (10);
- Бенмонт Тенч — клавишные (17);
- Ван Дайк Паркс — аранжировка струнных (17);

Дополнительные музыканты
- Алекс Акуна, Ларри Банкер — перкуссия (4);
- Билли Барнум, Хелен Данкан, Филлис Данкан, Джордж Пендерграсс, Ребекка Эвенс Расселл, Дороти Таррелл, Кэролин Уиллис, Эдна Райт, New Voice of Freedom Choir — вокал, хор (6, 12);
- The Memphis Horns — духовые инструменты (10).

Студийный персонал
Фотографии — Антон Корбейн, Colm Henry.

## Награды «Грэмми»
| Год  | Песня  | Награда                                            | Победитель |
| ---- | ------ | -------------------------------------------------- | ---------- |
| 1988 | Desire | Лучшее вокальное рок-исполнение дуэтом или группой | U2         |